# Édouard II (Marlowe)
Édouard II est une tragédie du théâtre élisabéthain écrite par le dramaturge anglais Christopher Marlowe. Le titre complet de cet ouvrage est  The Troublesome Reign and Lamentable Death of Edward the Second, King of England, with the Tragical Fall of Proud Mortimer (Le Règne difficile et la mort lamentable d’Édouard II, roi d'Angleterre, ainsi que la chute tragique de l'orgueilleux Mortimer).
Cette pièce a été inscrite dans le Registre des Libraires en juillet 1593, soit quelques semaines après la mort de Marlowe, et son édition la plus ancienne connue date de 1594. L'édition de 1598 précise que cette pièce a été jouée par la troupe troupe du comte de Pembroke (en), vraisemblablement en 1592 ou 1593. Il s'agit sans doute de l'une des dernières pièces écrites par Marlowe. 
Le texte moderne est fondé sur les éditions de 1598, 1612 et 1622, qui diffèrent très légèrement les unes des autres.

## Argument
Cette pièce relate, en prenant des libertés avec l'histoire et la chronologie, les dernières années du règne d'Édouard II d'Angleterre (1284 – 1327). Ce roi s'est entiché d'un mignon, Pierre Gaveston (dont le prénom est traditionnellement anglicisé en Piers), un Français roturier ou de petite noblesse, qu'il essaye d'imposer à la cour en égal des principaux pairs d'Angleterre. Ceux-ci n'entendent pas plier devant ce personnage, et ils entrent en conflit avec le roi. Au cours de plusieurs péripéties, Gaveston est tué, puis la plupart des barons frondeurs, et enfin le roi Édouard II lui-même dans des circonstances cruelles. Le dernier des barons révoltés, Mortimer le Jeune, est exécuté sur les ordres du roi Édouard III, jeune fils d’Édouard II défunt.

## Synopsis

### Acte I
Scène 1
Gaveston lit une lettre d'Édouard lui demandant de venir le rejoindre en Angleterre et l'invitant à partager le royaume avec lui, son père Édouard Ier venant de mourir.
Pendant ce temps, Édouard, soutenu par son demi-frère Edmond, comte de Kent, est en butte à la fronde des « barons » — Mortimer le Jeune, Mortimer l'Aîné, Warwick et Lancastre – qui insistent pour qu'Édouard renvoie Gaveston en France, menaçant de lui retirer leurs soutiens militaires. 
Pourtant, lorsque Gaveston paraît, Édouard le fait comte de Cornouailles et roi de l'île de Man, promotions d'autant plus extravagantes que ces titres appartiennent de droit à des membres de la famille royale. Walter Langton (en), évêque de Lichfield, à l'origine du premier exil de Gaveston, est conduit en prison sur les ordres de ce dernier.
Scène 2, à Westminster
L'emprisonnement de l'évêque et l'élévation de Gaveston au rang de comte ne font qu'accroître l'opposition et la colère des barons réunis. Ceux-ci se donnent rendez-vous au Palais de Lambeth, afin de mettre sur pied un complot permettant de se débarrasser de Gaveston.
Scène 3
Gaveston est au courant de cette réunion, mais il s'en moque.
Scène 4
Les barons s'opposent violemment au roi, exigeant qu'il signe l'ordre d'exil de Gaveston. Robert Winchelsey, archevêque de Cantorbéry et légat du pape, menace d'excommunier Édouard, ce qui permettrait de le déposer et de choisir un nouveau roi.
Édouard choisit alors de ruser. Après avoir décrit son amour pour Gaveston, il accepte de signer l'exil de celui-ci, ce qui satisfait les barons. Il explique à Gaveston qu'il a été contraint de l'exiler, pour ne pas être lui-même déposé, mais il lui dit que cet exil est provisoire. Il le fait gouverneur d'Irlande à sa place et l'envoie dans ce pays. Néanmoins, dépité par cet exil forcé, Édouard repousse la reine Isabelle, lui disant qu'il la délaissera tant que Gaveston sera exilé.
Au cours d'un entretien secret, la reine arrive à convaincre Mortimer le Jeune que Gaveston doit rentrer d'exil. Mortimer explique aux barons pourquoi il a changé d'avis : en Irlande, Gaveston est riche et peut lever une armée capable de battre n'importe lequel d'entre eux. En revanche, s'il rentre en Angleterre, il sera possible de trouver un manant prêt à tuer Gaveston d'un coup de poignard. Les barons se rangent à cette solution.
Ils rencontrent le roi, effondré du départ de Gaveston. Lorsque la reine lui apprend que Gaveston doit être rappelé, Édouard, enchanté, distribue aux barons des titres aussi extravagants que ceux qu'il avait donnés à Gaveston à la scène 1.

### Acte II
Scène 1, chez Gloucester
Présentation de Baldock et de Spencer le Jeune, serviteur de la nièce du roi, future épouse de Gaveston.
Scène 2
À son retour d'exil, Gaveston est accueilli par Édouard, aux anges, et par les barons, hostiles, qui ironisent sur ses titres. Gaveston les menace et Mortimer le Jeune le blesse de son épée. Gaveston sort, protégé par une escorte.
Édouard, excédé, promet de lever une armée et de marcher contre ses barons. Laissés seuls, ceux-ci jurent de tuer Gaveston et de rassembler des hommes pour se défendre contre le roi.
Edmond, demi-frère du roi et comte de Kent, se rend compte de la situation dangereuse dans laquelle s'engage son frère à cause de son amour pour Gaveston. Il tente de le convaincre d'abandonner son mignon. Mais Édouard le repousse, et Edmond rejoint le clan des barons.
Scène 3, près du château de Tynemouth
Les troupes de Mortimer et de Warwick sont prêtes à escalader les remparts du château de Tynemouth, où se trouvent le roi et Gaveston.
Scène 4, près du château de Tynemouth
Les troupes investissent Tynemouth. Édouard et Gaveston s'enfuient, tandis que la reine reste, ce qui accroît les doutes d'Édouard sur la fidélité de sa femme, qui aime, selon lui, Mortimer le Jeune. Les barons se ruent à la poursuite de Gaveston.
Scène 5
Les barons se saisissent de Gaveston. Ils vont le faire pendre par leurs soldats, quand un messager arrive, leur apprenant que le roi sollicite une dernière entrevue avec Gaveston, avant que celui-ci soit exécuté. Après avoir longuement délibéré, les barons méfiants acceptent. Arundel et Pembroke sont chargés de conduire Gaveston auprès du roi, après avoir juré sur leur honneur de le ramener ensuite aux barons.

### Acte III
Scène 1
Profitant de l'absence d'Arundel et de Pembroke, qui ont laissé Gaveston à la garde de leurs soldats, Warwick fait irruption avec sa troupe et s'empare de Gaveston.
Scène 2
Alors qu'Édouard attend la venue de Gaveston, c'est son messager, Arundel, arrivant seul, qui lui apprend que Gaveston est mort, tué et décapité par Warwick. Édouard jure de punir les barons par l'épée.
Scène 3, sur le champ de bataille de Boroughbridge dans le Yorkshire
Les barons et le comte de Kent sont faits prisonniers par les nouveaux chefs de guerre d'Édouard, Baldock et Spencer. Édouard libère son demi-frère, fait enfermer Mortimer le Jeune à la Tour de Londres, puis fait exécuter tous les autres barons rebelles.

### Acte IV
Scène 1, près de la Tour de Londres
Le comte de Kent, exilé, vogue vers la France en compagnie de Mortimer, qui a pu s'échapper de la Tour de Londres.
Scène 2, à Paris
La reine n'ayant reçu aucun soutien de la part de son frère, le roi de France Charles le Bel, elle est accueillie par Jean de Hainaut, chez qui elle retrouve Mortimer le Jeune. 
Scène 3
Édouard apprend que la reine, Mortimer et divers nobles anglais sont chez Jean de Hainaut, et qu'ils s'apprêtent à venir l'assaillir en Angleterre.
Scène 4, près d'Harwich
La reine, accompagnée de son fils le futur Édouard III, du comte de Kent et de Mortimer, débarque en Angleterre.
Scène 5, près de Bristol
Les troupes du roi sont battues. Spencer le Jeune conseille à Édouard de fuir en Irlande. Le comte de Kent commence à regretter d'avoir pris les armes contre son demi-frère. Le jeune prince Édouard est opposé à ce que son père soit pourchassé, mais sa mère et Mortimer lui disent que le sort de son père est maintenant du ressort du Parlement. Mortimer ordonne que Spencer l'Aîné, partisan du roi, que Rice ap Howell lui amène, soit décapité. 
Scène 6, dans l'abbaye de Neath
Édouard, Spencer le Jeune et Baldock ont trouvé refuge dans une abbaye dans le sud du Pays de Galles, après avoir échoué à rejoindre l'Irlande. Mais ils sont dénoncés, et Rice ap Howell surgit pour les faire prisonniers. Édouard est conduit en litière au château de Killingworth, tandis que Rice ap Howell promet la décapitation à Baldock et Spencer.

### Acte V
Scène 1, dans une pièce du château de Killingworth
L'évêque de Winchester, Jean de Stratford, vient au château de Killingworth demander à Édouard d'abdiquer. Après avoir refusé, Édouard se ravise, craignant que, dans ce cas, le Parlement choisisse un autre roi, Mortimer par exemple, et que son fils, le prince Édouard, perde ses droits. Il remet sa couronne à l'évêque.
Après cette abdication, Édouard quitte le château de Killingworth pour être conduit au château de Berkeley.
Scène 2, au palais royal
L'évêque de Winchester vient annoncer à la reine et à Mortimer l'abdication d'Édouard II. Il leur apprend aussi que le seigneur de Berkeley éprouve beaucoup de pitié pour le roi. Mortimer décide alors de changer son geôlier, révoquant Berkeley et nommant à cette fonction deux sbires, Gurney et Matrevis. Il leur donne comme instructions de rendre à Édouard la vie difficile, de le changer régulièrement de résidence et de le faire dépérir.
Le prince Édouard, conseillé par le comte de Kent, demande à voir son père avant d'accepter la couronne. Mortimer lui dit que c'est impossible et la reine entraîne de force son fils. Le comte de Kent décide de se rendre au château de Killingworth pour sauver Édouard qu'il devine en danger.
Scène 3, dans le château de Killingworth
Édouard, Matrevis, Gurney et une escorte de soldats sont en route pour Killingworth. Édouard se plaint des mauvais traitements qu'il subit. Avec la fange d'un fossé, Gurney et Matrevis rasent Édouard pour qu'on ne le reconnaisse plus. Le comte de Kent survient, voulant parler à son frère, mais Gurney et Matrevis ordonnent aux soldats de le saisir et de le ramener prisonnier à la cour de Londres.
Scène 4, au palais royal
Mortimer estime qu'il faut faire mourir Édouard le plus vite possible, sinon sa propre situation sera de plus en plus difficile. Mais il ne veut pas apparaître à l'origine de cette mort, car le prince Édouard, à sa majorité, fera payer la mort de son père. Aussi il écrit à l'attention des geôliers d’Édouard une lettre en latin, qui, selon la ponctuation, signifie soit « Ne craignez pas de tuer le roi, il est bon qu'il meure », soit « Ne tuez pas le roi, il est bon de craindre le pire ». Il prend soin de ne mettre aucune ponctuation.
Il remet cette lettre à Lightborn, un tueur napolitain, qui est chargé de l'exécution. Lightborn promet de tuer Édouard de telle façon que personne ne saura comment il est mort. Des instructions sont données à Gurney et Matrevis pour qu'ils tuent Lightborn dès qu'il aura achevé son travail.
Des soldats amènent le comte de Kent prisonnier. Mortimer l'accuse d'avoir voulu libérer Édouard et ordonne de lui trancher la tête. Le jeune prince Édouard veut intercéder en faveur de son oncle, mais sa mère l'en empêche et l'éloigne. Le comte de Kent est conduit à l’échafaud.
Scène 5, au château de Berkeley
Édouard est détenu depuis dix jours dans une oubliette, où se déversent les égouts et les excréments du château. De l'eau jusqu'aux genoux, il ne peut dormir.
Lightborn arrive au château et remet la lettre à Gurney et Matrevis. Ceux-ci comprennent que ce messager vient pour tuer Édouard, et qu'ils devront le tuer ensuite. Lightborn dit qu'il lui faut une broche chauffée à blanc, une table et un lit de plumes.
Édouard devine que Lightborn vient pour le tuer, mais celui-ci le nie, et lui propose de se reposer sur le lit en plumes. Méfiant, Édouard s'allonge pourtant et, vaincu par son manque de sommeil, s'endort. Lightborn ordonne à Gurney et Matrevis d'apporter la table, de la poser sur Édouard et de marcher dessus pour l'étouffer. Édouard meurt, et Gurney poignarde Lightborn.
Scène 6, au palais royal à Londres
Mortimer apprend avec satisfaction la mort d’Édouard. Mais le jeune prince, devenu le roi Édouard III, connaît, grâce à la lettre en latin, les instigateurs du meurtre de son père : Mortimer et sa mère la reine. Il ordonne que Mortimer soit pendu, sa tête coupée et son corps taillé en pièces. La reine plaide pour Mortimer, mais elle ne fait que souligner sa culpabilité, et le roi la fait enfermer à la Tour de Londres. Un seigneur apporte la tête de Mortimer, puis d'autres le cercueil d'Édouard II.

## Éditions françaises
- Édouard II, traduit par Marie-Claire Valène, Paris, L'Arche, Répertoire pour un théâtre populaire no 38, 1962
- Édouard II, traduit par Christian Pons, Paris, Aubier-Montaigne, collection bilingue des classiques étrangers, 1964
- Édouard II, traduit par Jean-Michael Déprats, Paris, Gallimard, coll. Le Manteau d'Arlequin, 1996  (ISBN 2-07-074645-3)
- Édouard II, dans Théâtre élisabéthain vol. 1, Paris, Gallimard, Bibliothèque de la Pléiade no 555, 2009  (ISBN 978-2-07-011317-0)

## Quelques adaptations (cinéma, opéra)
- 1991 : Edward II, film de Derek Jarman
- 2018 : Lessons in love and violence, opéra de Georges Benjamin, écrit par Martin Crimp

## Quelques mises en scène récentes
- 2020-2022 : Le feu, la fumée, le soufre, d'après Édouard II, mise en scène de Bruno Geslin et Jean-Michel Rabeux, compagne La grande mêlée